# Cherry Creek (hameau, New York)
Cherry Creek est une census-designated place du comté de Chautauqua, dans l'État de New York, aux États-Unis,. En 2020, elle compte une population de 409 habitants.